# Buenas tardes (programa de televisión de TVE)
Buenas tardes fue un programa de televisión en español emitido por La primera de Televisión Española entre 1970 y 1974. Se trataba de un espacio magacín, de una hora de duración, emitido en horario vespertino de lunes a viernes.

## Estructura del programa
En Buenas tardes tenían cabida entrevistas, humor, música y distintas secciones dedicadas a la actualidad, noticias, arte, cultura o motor.

## Equipo

### Presentadores
Fue presentado, sucesivamente, por:
- Joaquín Prat y Marisa Medina (1970).
- Tico Medina (1970-1971).
- Raúl Matas (1971-1973).
- Santiago Vázquez (1973-1974).

### Colaboradores
Entre los colaboradores que pasaron por el programa en algún momento a lo largo de sus años de emisión, presentando sus diferentes secciones, figuran:
- Juan Erasmo Mochi, Conchita Montes, Rafael Escamilla (Motor).
- Clara Isabel Francia, Mariví Romero (Toros).
- Alfonso Sánchez (Cine)
- Rosa María Mateo (Colaboradora general).

- Datos: Q2893929